# .dok
.dok (den oppene kanal) was een Luxemburgse televisiezender dat uitzond van 2003 tot 1 januari 2024.
In tegenstelling tot de meeste "open kanalen", was .dok een commerciële zender, en geen publieke. Wie een programma via dit kanaal wil uitzenden, moet daarvoor betalen. Daar staat tegenover dat ook commerciële boodschappen mogen worden uitgezonden.
.dok werkte sinds april 2007 samen met OK54 uit Trier. Enkele programma's werden op beide kanalen uitgezonden.
.dok produceerde tevens de talkshow dok Show, gepresenteerd door journalist Maurice Molitor en zijn sidekick Jim. Dit programma werd tevens op zondagochtend uitgezonden op RTL Télé Lëtzebuerg.